# Rossens (Fribourg)
Pour les articles homonymes, voir Rossens.
Rossens (Rochin  en patois fribourgeois) est une localité et une ancienne commune suisse du canton de Fribourg, située dans le district de la Sarine.

## Histoire
En 1972, Rossens fusionne avec sa voisine d'Illens. Le 1er janvier 2016, elle fusionne à nouveau avec Corpataux-Magnedens, Farvagny, Le Glèbe et Vuisternens-en-Ogoz pour former la nouvelle commune de Gibloux.

## Géographie
Selon l'Office fédéral de la statistique, l'ancienne commune de Rossens mesurait 510 ha. 16,2 % de cette superficie correspond à des surfaces d'habitat ou d'infrastructure, 48,1 % à des surfaces agricoles, 34,9 % à des surfaces boisées et 0,8 % à des surfaces improductives.

## Démographie
Selon l'Office fédéral de la statistique, Rossens compte 1 335 habitants en 2022. Sa densité de population atteint 262 hab./km2.
Le graphique suivant résume l'évolution de la population de Rossens entre 1850 et 2008 :

## Patrimoine bâti
- L'église Saint-Joseph bâtie en 1874

- Le barrage de Rossens